# محمد ربيع مفتاح
محمد ربيع مفتاح هو لاعب جزائري من مواليد 5 ماي 1985، تيزي وزو، الجزائر. وهو يلعب في نادي اتحاد الجزائر الجزائري ومنتخب الجزائر لكرة القدم، وهو لاعب ظهير أيمن.

## مسيرته
- بدأ مسيرته الاخترافية في نادي شبيبة القبائل سنة 2005، ثم انتقل لنادي شبيبة بجاية القطب الثاني في القبائل، وهو ابن عم اللاعب المدافع السابق لشبيبة القبائل والحالي لمولودية قسنطينة محمد مفتاح، وفضلا عن الدوّلي السابق محي الدين مفتاح.
- ومع المنتخب، لعب ربيع مفتاح مباشرة مع المنتخب الجزائري للأكابر ولكنه سرعان ماعاد وشارك في منتخب الجزائر للمحليين.وقد تم استدعائه لمباراة لكسمبورغ في نوفمبر 2011.

## الإنجازات
- أفضل ظهير أيمن جزائري في البطولة الوطنية.
- بطل الرابطة الجزائرية المحترفة الأولى لكرة القدم مع شبيبة القبائل سنة 2006 و 2008.

## روابط خارجية
- محمد ربيع مفتاح على موقع قاعدة بيانات كرة القدم.إي يو (الإنجليزية)
- محمد ربيع مفتاح على موقع ليكيب (الفرنسية)
- محمد ربيع مفتاح على موقع ناشيونال فوتبول تيمز (الإنجليزية)
- محمد ربيع مفتاح على موقع Soccerway.com (الإنجليزية)
- محمد ربيع مفتاح على موقع عالم كرة القدم.نت (الإنجليزية)